# España vaciada

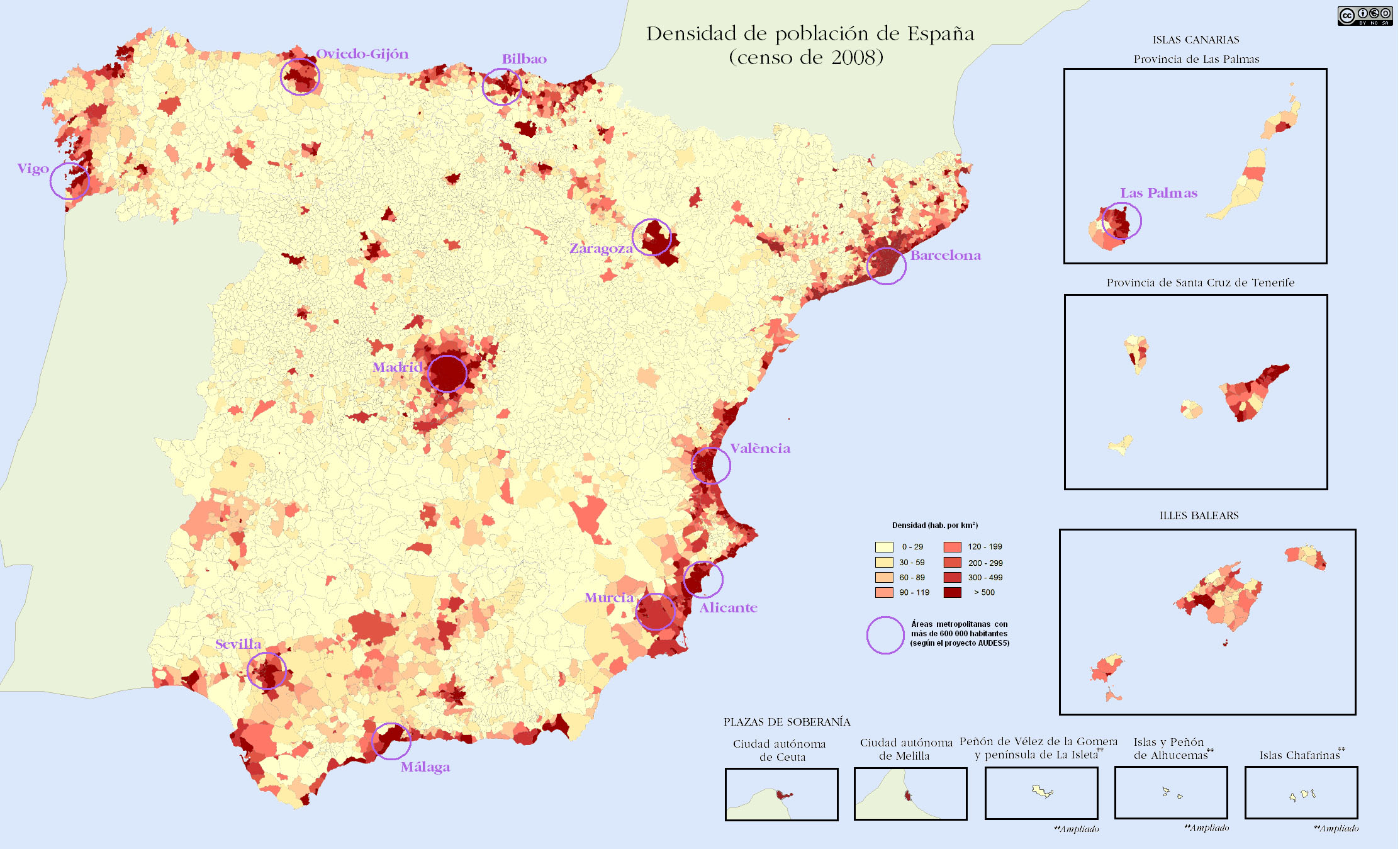
Mapa de la densidad de población en los municipios españoles según el censo de 2008.

El término España vaciada o a veces España vacía hace referencia a las zonas de España que sufrieron emigraciones masivas durante el denominado éxodo rural de los años 1950 y 1960, que a comienzos del siglo XXI abarcan el 90 % del territorio español. Por antonomasia, se entiende que, ya que cuando las provincias fueron formadas en 1833 eran territorios homólogos en cuanto a población, superficie y desarrollo, forman parte de la España vaciada todas aquellas provincias que eligen 5 o menos diputados en las elecciones al Congreso de los Diputados.
El periodista Sergio del Molino publicó en 2016 un libro de título La España vacía en el que hacía un análisis de la situación de buena parte de la España interior. Partiendo de esa idea, posteriores análisis reivindicativos señalaron que esa parte de España no solo estaba vacía, sino que sucesivas políticas de todo signo la estaban vaciando, tanto de población como de acciones para revertir esa situación. El concepto nació de esta forma como un marco reivindicativo contra el abandono rural y su supeditación al desarrollo urbano, y fue utilizado como lema en las marchas que se llevaron a cabo en 2019 por la visibilización de estas áreas.

## Delimitación
Existen 6 grandes zonas del país donde la despoblación es un problema especialmente acentuado, aparte de otras zonas aisladas:
- La Serranía Celtibérica comprende las provincias donde existe menor densidad de población en toda España. Se trata de la mayor región escasamente poblada de la Unión Europea fuera de los países nórdicos. Incluye las provincias de Soria y Teruel, las dos más castigadas por la despoblación en España, con zonas que no alcanzan los 10 hab/km². También se incluyen zonas de las provincias de Cuenca, Guadalajara, Segovia, Burgos, La Rioja, Zaragoza, Castellón y el resto de las provincias de Castilla y León.[2][3][4]
- La Raya, nombre bajo el que se conoce a la zona fronteriza con Portugal, especialmente afectadas las zonas fronterizas de las provincias de Orense, Zamora, Salamanca, Cáceres y Huelva.[2][3][4]
- Cordillera Cantábrica y norte de Castilla y León, especialmente la comarca castellana y leonesa de Tierra de Campos, la cántabra de Campoo-Los Valles, las palentinas de Páramos-Valles, Montaña Palentina y El Cerrato y las burgalesas de la Bureba, Las Merindades, Odra-Pisuerga, Páramos y Valle del Esgueva.[2][3][4]
- Pirineos, especialmente el norte de las provincias de Huesca y Lérida.[2][3][4]
- Este de Extremadura, Montes de Toledo y Sierra Morena.[2][3][4]
- Conjunción de las provincias de Albacete, Jaén, Granada y Murcia.[2][3][4]

No obstante, y dado que lo anterior no deja de ser un criterio subjetivo, se suele considerar, a efectos objetivos, como parte de la España vaciada aquellas provincias que en las elecciones al Congreso de los Diputados eligen a 5 o menos diputados,[cita requerida] que en la actualidad corresponde a aquellas provincias con una población inferior a 700.000 habitantes. Clasificadas por comunidades autónomas, son parte de la España vaciada:
- En Galicia: las provincias de Lugo y Orense.
- En Cantabria: la provincia de Cantabria.
- En País Vasco: la provincia de Álava.
- En Navarra: la provincia de Navarra.
- En Aragón: las provincias de Huesca y Teruel.
- En Cataluña: la provincia de Lérida.
- En Comunidad Valenciana: la provincia de Castellón.
- En La Rioja: la provincia de La Rioja.
- En Castilla y León: las provincias de Ávila, Burgos, León, Palencia, Salamanca, Segovia, Soria, Valladolid y Zamora.
- En Extremadura: las provincias de Badajoz y Cáceres.
- En Castilla-La Mancha: las provincias de Albacete, Ciudad Real, Cuenca y Guadalajara.
- En Andalucía: las provincias de Huelva y Jaén.

## Historia

Variación de la población española entre 1981 y 2005, donde se pueden apreciar las provincias que mayor porcentaje de población han perdido en este período.

Aunque en algunos de los territorios que han perdido población los procesos de decandencia económica y social tienen origen en épocas anteriores, la historia de la "España vaciada" tiene su comienzo en los primeros años de la dictadura de Francisco Franco y se extiende hasta nuestros días pasando por diferentes etapas en las que van cambiando tanto la dinámica económica del país como la concepción social del mundo rural. No es posible entender este fenómeno sin contextualizarlo en la época y la situación social que le corresponden: la destrucción heredada de la guerra civil española, el aislamiento internacional, la importante tradición rural de la población (la gran mayoría estaba empleada en el sector primario) y la tendencia modernizadora de las grandes potencias mundiales.
Con este preludio nace la primera etapa de la "España vaciada" en los años cuarenta, el nuevo régimen manifiesta su índole conservadora con intención de preservar las formas de vida tradicionales reforzando la supremacía de las clases de terratenientes sobre el pequeño campesinado (un problema heredado del Antiguo Régimen y que necesitaba de una profunda reforma agraria), que será quien protagonice las primeras migraciones ante su imposibilidad de autoabastecerse cuando lleguen el hambre y las penurias de la temprana posguerra.
Pero las aspiraciones de esta conservación de las formas de vida tradicionales tenían, por un lado, la intención de idealizar la agricultura y la vida rural en un marco armónico y pacífico al margen de los problemas que pudieran suceder en la sociedad; y por otro lado escondían el propósito mayor de supeditar el sector agrícola a la industrialización del país, un cambio que fue propiciado por el empoderamiento en los años sesenta y setenta de los llamados "tecnócratas", quienes lideraron la modernización del país en pro del desarrollismo y la productividad alimentando la superioridad moral y cultural de las nuevas sociedades urbanas en contraste con el supuesto atraso del mundo rural y su consecuente menosprecio y acomplejamiento. Con ello la migración del campo a las ciudades se masificó despoblando el mundo rural con la esperanza de encontrar formas de vida menos precarias en las oportunidades que ofrecían los núcleos urbanos.
Poco después llegará la década de los ochenta con las ciudades saturadas y sobrepobladas, el fin del régimen franquista, la entrada del país en la Comunidad Económica Europea (1986) y nuevas tendencias sociales gestándose en el panorama mundial. Todo ello hace que la sociedad en su conjunto cambie su concepto de calidad de vida hacia la idea que conservamos hoy revalorizando las tradiciones y preocupándose por conservar el medio natural, un impulso que permite a los núcleos rurales resurgir de su aislamiento reinventándose y ofreciendo oportunidades novedosas para escapar de las ciudades a través del ocio, el turismo y el rescate de las tradiciones. Esta apreciación actual por las zonas rurales despobladas de nuestro país es lo que ha permitido a la "España Vaciada" ser el centro de numerosas manifestaciones, movimientos sociales e incluso debates parlamentarios y decisiones políticas desembocando en importantes proyectos neorruralistas que motivan a la reflexión sobre el pasado y el futuro de estas tierras que han sido despobladas.

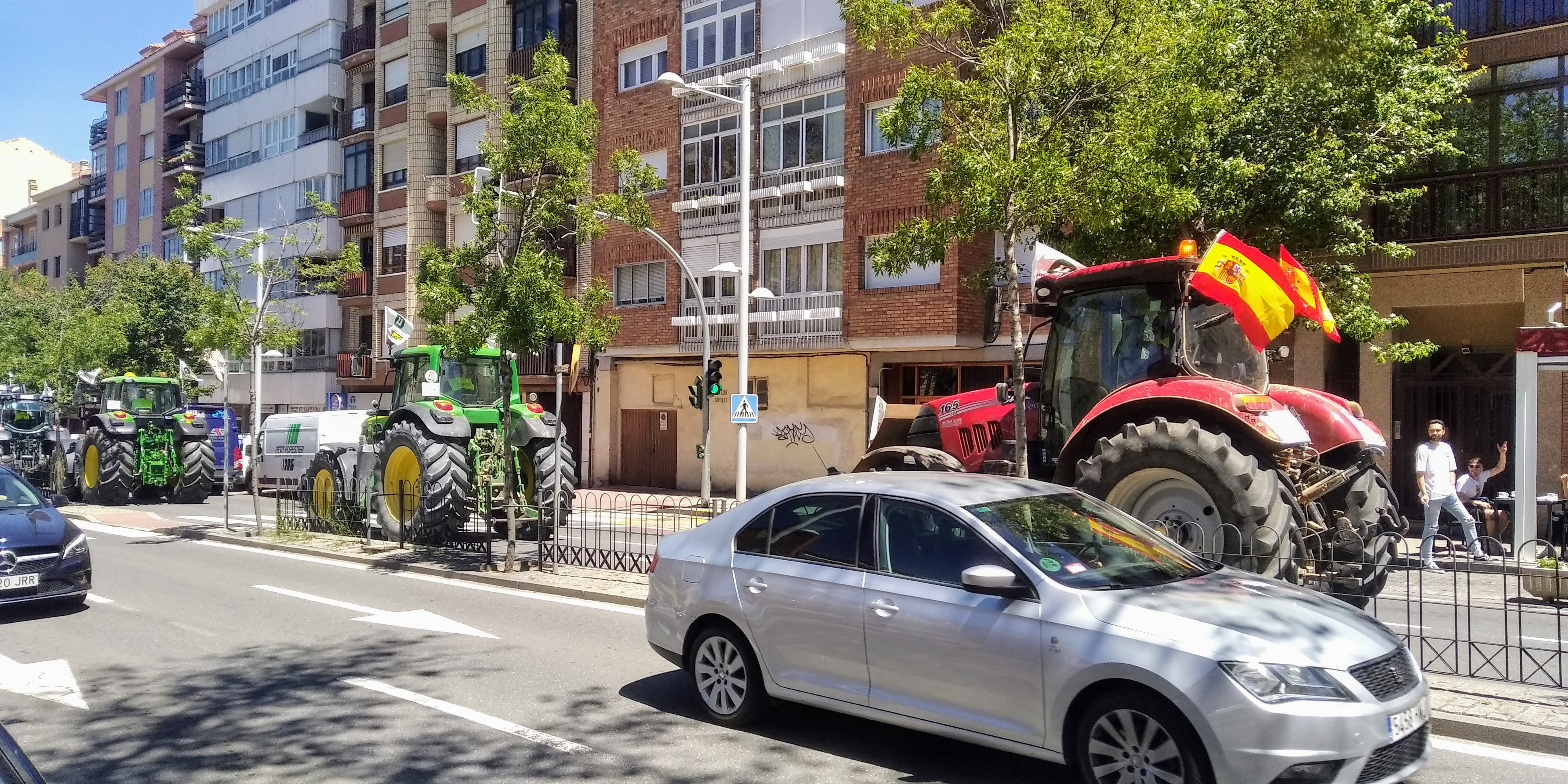
Manifestación de tractores promovida por el partido, en Segovia frente al IES Andrés Laguna.

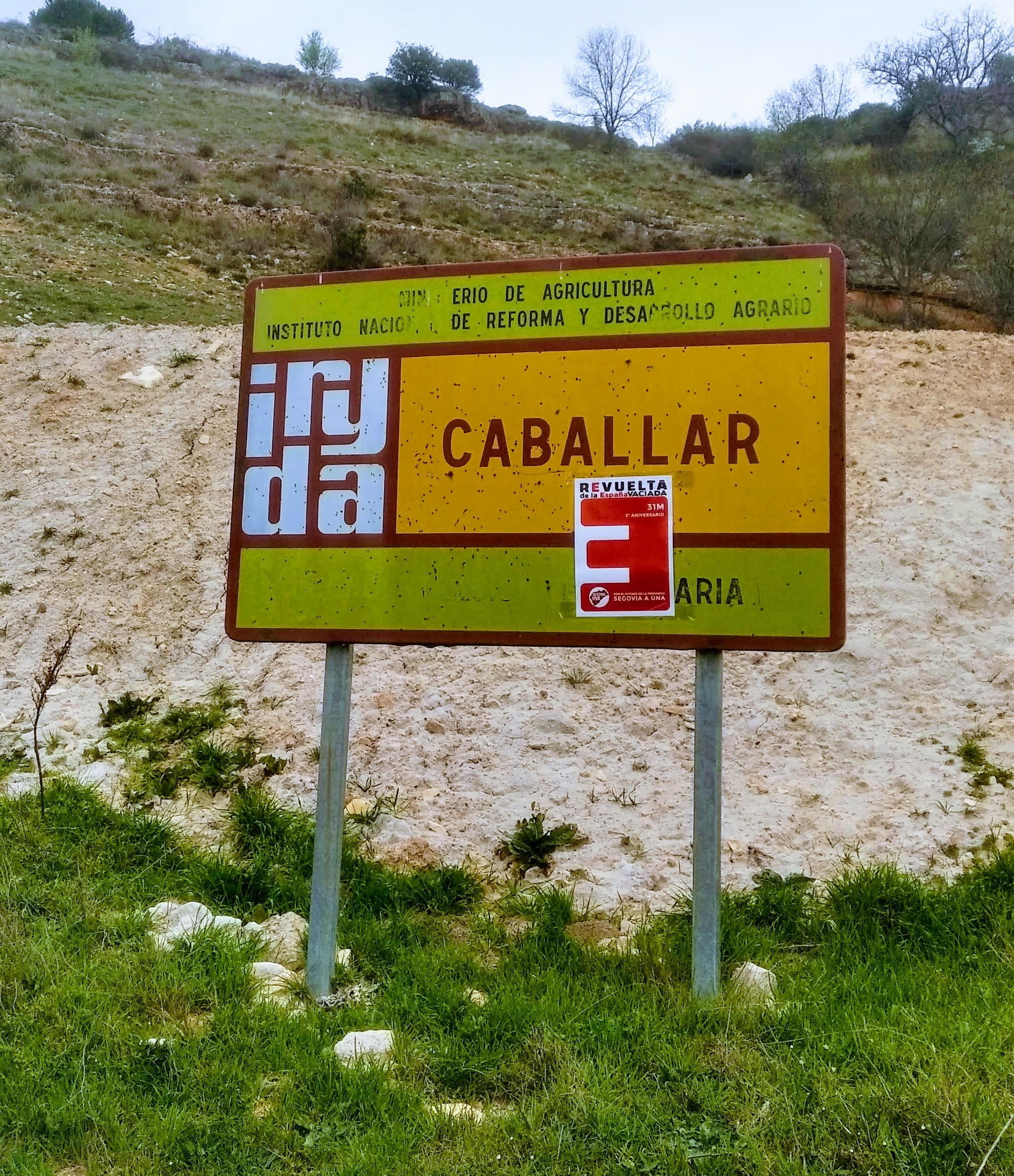
Cartel de Plataforma Segovia Viva, incorporada en España Vaciada a la entrada a Caballar, provincia de Segovia, municipio histórico que ha perdido el 85% de sus habitantes en los últimos años.

Las reivindicaciones de la "España Vaciada" pasan por todas las dificultades a las que se enfrenta el mundo rural en su brecha con las condiciones de vida urbanas: la degradación del medio natural (pérdida de ecosistema, descenso de la productividad, abandono de tierras), las condiciones de vida y de trabajo precarias, la falta de mano de obra, la deslocalización del modelo de producción y consumo, la alta presión fiscal, en comparación al mundo urbano y la imposición de una Política Agraria Común (PAC) europea obsoleta en muchos sentidos y centrada en la productividad y el rendimiento económico de la tierra.
El abandono de los territorios hortícolas comenzó con las políticas desarrollistas de los años sesenta, estrategias de gran éxito económico a corto plazo que impusieron la mecanización del campo (con el consecuente excedente de mano de obra) e imposibilitaron la rentabilidad económica del pequeño campesinado. La tendencia de abandono en la actualidad, aunque hereda los problemas del pasado, está muy ligada a la degradación de la calidad ambiental de la que depende el sector primario: la ganadería intensiva, la agricultura de monocultivo, el uso de fertilizantes, la deforestación, la minería, la industrialización, la urbanización y la contaminación del aire y del agua, entre otros, son los causantes de grandes problemas como la erosión de los suelos, la pérdida de fertilidad, el aumento de la acidez y la salinidad del sustrato, la desertificación, la inestabilidad del terreno, la merma de biodiversidad y el colapso de los ciclos naturales, etcétera, una situación que se descentra del autoabastecimiento e imposibilita la subsistencia de las poblaciones rurales dejando como única opción la migración a núcleos urbanos donde se asegure una mínima calidad de vida.
A este problema de colapso ecológico se le suma el desarraigo de tradiciones rurales y el desinterés de la juventud por emplearse en el sector primario: la escasa mano de obra local no está dispuesta a aceptar las condiciones sociolaborales que se ofrecen de salarios mínimos y trabajo intensivo a la par que inestable, pues el éxito depende tanto de la prosperidad de las tierras como de la introducción de innovaciones tecnológicas y prácticas de gestión, que buscan incrementar la productividad de la agricultura al tiempo que reducen las posibilidades de empleo en la misma y la calidad del medio. La reticencia de la población local y su insuficiente mano de obra lleva a una dependencia de las empresas agrarias de mano de obra inmigrante.
En 2020, durante la pandemia de COVID-19 y su confinamiento estricto con el cierre de fronteras, la "España Vaciada" ha sido— y es— un punto clave para el abastecimiento de alimentos a las urbes. La situación demostró la necesidad de una mayor mano de obra local tal y como denunciaron los jornaleros, muchos huertos quedaron abandonados y sus cosechas sin recoger provocando el aumento del precio de los productos al tiempo que se esperaba la llegada de mano de obra extranjera dispuesta a realizar dichas tareas. Con ello se ha demostrado que el sector primario, un sector ‘abandonado’, es fundamental para el país.
Para Jaime Armesto las políticas históricamente centralistas que favorecen a Madrid, entre otras las infraestructuras radiales -carreteras, ferrocarril, autovías, tren de alta velocidad-, son una de las causas fundamentales del vaciamiento poblacional de muchas de las provincias españolas y fundamentalmente de sus territorios rurales.

## Política
Animados por el éxito del paro convocado en veinte provincias españolas para protestar por el olvido que sufría la llamada España Vaciada,
la coordinadora ciudadana Teruel Existe decidió presentarse a las elecciones generales de noviembre de 2019 como una plataforma de electores ajena a los partidos tradicionales, con el fin de dar voz a reivindicaciones urgentes de la provincia.
Siguiendo los pasos de esta organización, España Vaciada se inscribe como partido político el 30 de septiembre de 2021. En noviembre de 2021 se confirmó que más de 160 colectivos y asociaciones de unas 30 provincias españolas se comprometieron a finalizar la plataforma electoral antes de la primavera de 2022.
En noviembre de 2021 los sondeos electorales le daban hasta 15 escaños en el Congreso de los Diputados si se hubieren celebrado elecciones generales en ese momento.